# Watertoren (Helchteren)
De watertoren aan de Kazernelaan in het Belgische Helchteren werd in 1991 gebouwd.
De witte, betonnen constructie bestaat uit een van boven afgetopte dubbele kegelvorm, gedragen door een schacht met daarin rechthoekige muuropeningen met metalen ramen en een metalen deur.
Beringen ·
Beverlo ·
Bilzen (Brugstraat) ·
Bilzen (Hasseltstraat) ·
Bocholt (Driemorgenstraat) ·
Bocholt (Grote Baan) ·
Borgloon ·
Bree ·
Diepenbeek ·
Genk (Boslaan) ·
Genk (Priesterhaagstraat) ·
Genk (Vogelkersstraat) ·
Groot-Gelmen ·
Hamont (Oude Watertorenstraat) ·
Hamont (Watertorenstraat) ·
Hasselt (Armand Hertzstraat) ·
Hasselt (Hoogveld) ·
Hasselt (Kempische Steenweg) ·
(Hasselt (Kuringersteenweg) ·
Hasselt (Sint-Truidersteenweg) ·
Hasselt (Willekensmolenstraat) ·
Hechtel ·
Helchteren ·
Herderen ·
Hoesselt ·
Houthalen ·
Kaulille ·
Koersel (Corceliusstraat) ·
Koersel (Koolmijnlaan) ·
Kuringen ·
Kwaadmechelen ·
Lanaken ·
Lommel (A. Philipsweg) ·
Lommel (Hoogstraat) ·
Lummen (Industrieweg) ·
Lummen (Sint-Ferdinandstraat) ·
Meeuwen ·
Paal ·
Peer ·
Rosmeer ·
Rutten ·
Tessenderlo ·
Tongeren (Overhaemlaan) ·
Tongeren (Watertorenstraat) ·
Veldwezelt ·
Vroenhoven ·
Zolder (Galgenbergstraat) ·
Zolder (Koolmijnlaan) ·
Zutendaal